# Leucoma ochropoda
Leucoma ochropoda is een vlinder uit de familie spinneruilen (Erebidae), onderfamilie donsvlinders (Lymantriinae). De wetenschappelijke naam van deze soort is voor het eerst geldig gepubliceerd in 1847 door Eversmann.
De soort komt voor in tropisch Afrika.